# George Sutherland-Leveson-Gower, V duca di Sutherland
George Granville Sutherland-Leveson-Gower, V duca di Sutherland (Cliveden, 29 agosto 1888 – Dunrobin Castle, 1º febbraio 1963), è stato un politico inglese.

## Biografia
Sutherland era il primogenito di Cromartie Leveson-Gower, IV duca di Sutherland, e di Lady Millicent, figlia di Robert St. Clair-Erskine, IV conte di Rosslyn. Nacque a Cliveden House, nel Buckinghamshire, nel 1888 e fu educato presso la Summer Fields School di Oxford, dove fu compagno di stanza del futuro generale Sir Bernard Paget e di Julian Grenfell, e ad Eton.
Sutherland svolse il servizio militare come tenente del reggimento Royal Scots Greys dal 1909 al 1910,. e successivamente nell'esercito territoriale come capitano del V battaglione dei Seaforth Highlanders. Dal 1914 fu colonnello onorario del reggimento. Durante la prima guerra mondiale fece parte del comando di riserva della Royal Navy, comandò l'H.M.T. Catania e fece parte della missione alleata in Belgio.
Nel 1913 successe al padre come duca e al suo seggio presso la camera dei Lord, venendo apposto come Lord-Intendente del Sutherland, incaricò che ricoprì fino al 1944; deputato conservatore, fu sottosegretario all'aviazione nei governi dei primi ministri Andrew Bonar Law e Stanley Baldwin tra il 1922 e il 1924, e come Paymaster General dal 1925. Fu anche sottosegretario al ministero della difesa tra il 1928 e il 1929 e nel 1929 divenne cavaliere dell'ordine del Cardo. Nel 1936 entrò a far parte del consiglio privato di Sua maestà e divenne, succedendo ad Anthony Ashley-Cooper, IX conte di Shaftesbury, Lord Steward delle Household. Durante la cerimonia d'incoronazione di re Giorgio VI resse l'orbe.

## Ascendenza
|                                                           |                                              |                                                  | Genitori                            |  |  | Nonni |  |  | Bisnonni                                               |  |  | Trisnonni                                  |  |
|                                                           |                                              |                                                  |                                     |  |  |       |  |  | George Sutherland-Leveson-Gower, II duca di Sutherland |  |  | George Leveson-Gower, I duca di Sutherland |  |
|                                                           |                                              |                                                  |                                     |  |  |       |  |  | George Sutherland-Leveson-Gower, II duca di Sutherland |  |  | George Leveson-Gower, I duca di Sutherland |  |
|                                                           |                                              | Elizabeth Sutherland, XIX contessa di Sutherland |                                     |  |  |       |  |  | George Sutherland-Leveson-Gower, II duca di Sutherland |  |  |                                            |  |
| George Sutherland-Leveson-Gower, III duca di Sutherland   |                                              |                                                  |                                     |  |  |       |  |  | George Sutherland-Leveson-Gower, II duca di Sutherland |  |  |                                            |  |
|                                                           |                                              | lady Harriet Howard                              | George Howard, VI conte di Carlisle |  |  |       |  |  |                                                        |  |  |                                            |  |
|                                                           |                                              | lady Harriet Howard                              | George Howard, VI conte di Carlisle |  |  |       |  |  |                                                        |  |  |                                            |  |
|                                                           |                                              | lady Harriet Howard                              | lady Georgiana Cavendish            |  |  |       |  |  |                                                        |  |  |                                            |  |
| Cromartie Sutherland-Leveson-Gower, IV duca di Sutherland |                                              | lady Harriet Howard                              |                                     |  |  |       |  |  |                                                        |  |  |                                            |  |
|                                                           |                                              | John Hay-Mackenzie                               | Edward Hay-Mackenzie                |  |  |       |  |  |                                                        |  |  |                                            |  |
|                                                           |                                              | John Hay-Mackenzie                               | Edward Hay-Mackenzie                |  |  |       |  |  |                                                        |  |  |                                            |  |
|                                                           |                                              | John Hay-Mackenzie                               | hon. Maria Mackenzie                |  |  |       |  |  |                                                        |  |  |                                            |  |
| Anne Hay-Mackenzie, contessa di Cromartie                 |                                              | John Hay-Mackenzie                               |                                     |  |  |       |  |  |                                                        |  |  |                                            |  |
|                                                           |                                              | Anne Gibson-Craig                                | sir James Gibson-Craig, I baronetto |  |  |       |  |  |                                                        |  |  |                                            |  |
|                                                           |                                              | Anne Gibson-Craig                                | sir James Gibson-Craig, I baronetto |  |  |       |  |  |                                                        |  |  |                                            |  |
|                                                           |                                              | Anne Gibson-Craig                                | Anne Thompson                       |  |  |       |  |  |                                                        |  |  |                                            |  |
| George Sutherland-Leveson-Gower, V duca di Sutherland     |                                              | Anne Gibson-Craig                                |                                     |  |  |       |  |  |                                                        |  |  |                                            |  |
|                                                           | James St Clair-Erskine, III conte di Rosslyn | James St Clair-Erskine, II conte di Rosslyn      |                                     |  |  |       |  |  |                                                        |  |  |                                            |  |
|                                                           | James St Clair-Erskine, III conte di Rosslyn | James St Clair-Erskine, II conte di Rosslyn      |                                     |  |  |       |  |  |                                                        |  |  |                                            |  |
|                                                           | James St Clair-Erskine, III conte di Rosslyn | Henrietta Elizabeth Bouverie                     |                                     |  |  |       |  |  |                                                        |  |  |                                            |  |
| Robert St Clair-Erskine, IV conte di Rosslyn              | James St Clair-Erskine, III conte di Rosslyn |                                                  |                                     |  |  |       |  |  |                                                        |  |  |                                            |  |
|                                                           |                                              | Frances Wemyss                                   | William Wemyss                      |  |  |       |  |  |                                                        |  |  |                                            |  |
|                                                           |                                              | Frances Wemyss                                   | William Wemyss                      |  |  |       |  |  |                                                        |  |  |                                            |  |
|                                                           |                                              | Frances Wemyss                                   | Frances Erskine                     |  |  |       |  |  |                                                        |  |  |                                            |  |
| lady Millicent St Clair-Erskine                           |                                              | Frances Wemyss                                   |                                     |  |  |       |  |  |                                                        |  |  |                                            |  |
|                                                           |                                              | rev. Henry Fitzroy                               | rev. lord Henry Fitzroy             |  |  |       |  |  |                                                        |  |  |                                            |  |
|                                                           |                                              | rev. Henry Fitzroy                               | rev. lord Henry Fitzroy             |  |  |       |  |  |                                                        |  |  |                                            |  |
|                                                           |                                              | rev. Henry Fitzroy                               | Caroline Pigot                      |  |  |       |  |  |                                                        |  |  |                                            |  |
| Blanche Adeliza Fitzroy                                   |                                              | rev. Henry Fitzroy                               |                                     |  |  |       |  |  |                                                        |  |  |                                            |  |
|                                                           |                                              | Jane Elizabeth Beauclerk                         | Charles George Beauclerk            |  |  |       |  |  |                                                        |  |  |                                            |  |
|                                                           |                                              | Jane Elizabeth Beauclerk                         | Charles George Beauclerk            |  |  |       |  |  |                                                        |  |  |                                            |  |
|                                                           |                                              | Jane Elizabeth Beauclerk                         | Emily Charlotte Ogilvie             |  |  |       |  |  |                                                        |  |  |                                            |  |
|                                                           |                                              | Jane Elizabeth Beauclerk                         |                                     |  |  |       |  |  |                                                        |  |  |                                            |  |